# Love in the Dark
A Love in the Dark Adele angol énekes-dalszerző dala a 25 (2015) című harmadik stúdióalbumáról. A dalt Adele és Samuel Dixon írta, és a 39., 79., 65., 52. és 76. helyen szerepelt a francia, német, holland, svéd és brit kislemezlistán, valamint az 54. helyen a Global 200-as listán, elsősorban az akkori Easy on Me című kislemezének 2021-es megjelenését követően.

## Kompozíció
A Love in the Dark egy szerelmes ballada, amely a-moll hangnemben íródott, és egyszerű, 4/4 ütemben készült.

## Dalszöveg
A Love in the Dark egy lassú, szomorú dal, és felépítésében sokban hasonlít a 21 (2011) című második stúdióalbumáról megjelent számokra. Adele azt mondta, hogy a 25 egy békülő album, ellentétben a 21-gyel, ami egy szakítós album volt. Azonban ebben a dalban Adele mégis visszanyúl egy kicsit ahhoz, ami híressé tette őt, és ezt ügyesen kivitelezi ebben a dalban.

## Közreműködők
- Adele – vokál, dalszerzés
- Samuel Dixon – zongora és szintetizátor, producer és hangmérnök, dalszerzés
- FILMharmonic Orchestra – húros hangszerek
- Adam Klemens – karmester
- Oliver Kraus – hangszerelés
- Petr Pycha – zenekari vállalkozó
- Tom Coyne – maszterelés
- Cameron Craig – hangmérnök
- Tom Elmhirst – hangmérnök
- Jan Holzner – hangmérnök
- Randy Merrill – maszterelés

## Helyezések
| Lista (2015–2021)                             | Legjobb helyezés |
| --------------------------------------------- | ---------------- |
| Egyesült Királyság (UK Singles Chart)         | 76               |
| Franciaország (Single Top 100)                | 39               |
| Global 200 (Billboard)                        | 54               |
| Hollandia (Single Top 100)                    | 65               |
| Kanada Hot Digital Songs (Billboard)          | 33               |
| Németország (Media Control Charts)            | 79               |
| Svédország (Sverigetopplistan)                | 52               |
| US Bubbling Under Hot 100 Singles (Billboard) | 11               |

## Minősítések
| Régió                                                            | Minősítés | Eladott példányszám |
| ---------------------------------------------------------------- | --------- | ------------------- |
| Kanada (Music Canada)                                            | platina   | 80 000‡             |
| Dánia (IFPI Denmark)                                             | arany     | 45 000‡             |
| Olaszország (FIMI)                                               | arany     | 35 000‡             |
| Spanyolország (PROMUSICAE)                                       | arany     | 25 000‡             |
| Egyesült Királyság (BPI)                                         | platina   | 600 000‡            |
| ‡ Eladási+streaming példányszámok kizárólag a minősítés alapján. |           |                     |

## Fordítás
Ez a szócikk részben vagy egészben  a   Love in the Dark (song) című angol Wikipédia-szócikk fordításán alapul.  Az eredeti cikk szerkesztőit annak laptörténete sorolja fel. Ez a jelzés csupán a megfogalmazás eredetét és a szerzői jogokat jelzi, nem szolgál a cikkben szereplő információk forrásmegjelöléseként.